# Tótszentgyörgy
Tótszentgyörgy is een plaats (község) en gemeente in het Hongaarse comitaat Baranya. Tótszentgyörgy telt 182 inwoners (2001).